# Середній терм
Середній терм — у логіці це терм, який з'являється (як суб'єкт або предикат у категоричному висловлюванні) в обох засновках, але не в висновку категоричного силогізму.
Приклад:
Більший засновок: Всі люди смертні.
Менший засновок: Сократ — людина.
Висновок: Сократ смертний.
Середній терм вище виділений жирним шрифтом.